# عادل المعاودة

## عادل بن عبد الرحمن بن جاسم المعاودة
عادل بن عبد الرحمن المعاودة، ( مواليد 1960) في المحرق، هو عضو مجلس الشورى ونائب سابق في البرلمان، ورجل دين مسلم سني، من أهالي محافظة المحرق.

## حياته ونشأته
- الثانوية العامة – مدرسة الهداية الخليفية الثانوية تخصص (علمي) عام 1976.
- الجامعية من 1977 – 1982 تخصص كمبيوتر ورياضيات وإحصاء من جامعة شمال لندن فنزبري بارك في بريطانيا.
- الماجستير- في الدراسات الإسلامية (درجة امتياز) عام 2000.
- حالياً في المرحلة النهائية من الدكتوراه.

## مناصب
- النائب الثاني لرئيس مجلس النواب 2011 في البرلمان البحريني
- خبير خدمات الحاسب الآلي - الجهاز المركزي للإحصاء /حتى أغسطس 2002.
- محاضر لمادة الحاسب الآلي بجامعة البحرين (كلية الخليج سابقاً).
- خبير منتدب لمركز البحرين للدراسات والبحوث.
- رئيس قسم العمليات- الجهاز المركزي للإحصاء.
- مشرف التدريب - الجهاز المركزي للإحصاء.
- مشرف قاعدة المعلومات – الجهاز المركزي للإحصاء.
- مراقب الحاسب الآلي بمؤسسة نقد البحرين/حتى 1988.
- محلل نظم أول – بمؤسسة نقد البحرين/ من 1982.
- خطيب جامع الشيخ عيسى بن علي من 1996 م حتى الآن.
- خطيب جامع الحورة (سابقاً) من 1987 إلى 1996.
- خبير بمجمع فقهاء الشريعة بأمريكا.

## عضوية الجمعيات
- رئيس مجلس إدارة جمعية التربية الإسلامية. (سابقاً)
- عضو مجلس إدارة جمعية الأصالة الإسلامية.
- عضو المجلس الأعلى للمعهد العالي للقضاء (باكستان)
- رئيس مجلس أمناء مدرسة الإيمان.
- عضو مجلس أمناء جائزة عبد الله المطوع للعمل الخيري. (الكويت)
- عضو الهيئة الاستشارية بمركز أبعاد للدراسات الإستراتيجية والمستقبلية. (الكويت)
- عضو الهيئة الاستشارية الدائمة بمعهد البحرين للتنمية السياسية. (البحرين)
- مدير اتحاد الطلبة المسلمين بجامعة شمال لندن من 1980 إلي 1982. (بريطانيا)
- عضو رابطة الأدب الإسلامي. (السعودية)
- مندوب لجنة زكاة القدس بفلسطين. (فلسطين)
- عضو اتحاد البرلمان الدولي.
- عضو اتحاد البرلمانيين لمكافحة الفساد.
- عضو اتحاد البرلمانيين للسلام ومناهضة أسلحة الدمار الشامل.

## اهتمامات عامة
- مشاركات في مؤتمرات عدة في بريطانيا، بلجيكا، هولندا، سويسرا، نيوزيلندا، كينيا، مصر، تونس، لبنان، العراق، السودان، مدغشقر، الهند، باكستان، سيريلانكا، ودول الخليج العربي.
- عشرات من الدورات التخصصية في الإدارة وعلوم الحاسب الآلي والشريعة والاجتماع والتربية.